# 최우인
최우인(2002년 8월 9일 ~ )은 KBO 리그 두산 베어스의 투수이다.

## 롯데 자이언츠시절
2021년에 입단하였다.

## 두산 베어스시절
2024년 11월 22일에 김민석, 추재현과 3:2 트레이드되어 이적하였다.

## 출신 학교
- 서울가동초등학교
- 대치중학교
- 서울고등학교